# Qualificazioni al campionato mondiale di calcio 2022 - AFC
La zona asiatica delle qualificazioni al campionato mondiale di calcio 2022, organizzate dalla AFC, vede le squadre in competizione per i posti per la fase finale in Qatar.

## Regolamento
Le qualificazioni della zona asiatica sono iniziate il 6 giugno 2019 e si sono concluse il 16 novembre 2021. La procedura è la seguente:
- Prima fase: le 12 squadre con il peggior ranking del continente (ad aprile 2019) si sfidano in partite di andata e ritorno.
- Seconda fase: alle sei squadre vincitrici della prima fase si aggiungono le altre 34 per un totale di 40 squadre che sono divise in 8 gruppi da 5 squadre con partite di andata e ritorno. Le prime classificate e le quattro migliori seconde si qualificano alla terza fase.
- Terza fase: le 12 squadre vengono divise in due gruppi da 6 squadre ciascuno con partite di andata e ritorno. Le prime due di ogni girone si qualificano alla fase finale del Mondiale 2022, le due terze vanno alla quarta fase.
- Quarta fase: le due terze classificate si sfidano nella quarta fase. La vincitrice accederà allo spareggio intercontinentale.

## Squadre partecipanti
Hanno partecipato alle qualificazioni tutte le 46 squadre affiliate all'AFC, incluso il Qatar, automaticamente qualificato ai Mondiali come Paese ospitante, in quanto le qualificazioni valevano anche per la Coppa d'Asia 2023.

## Prima fase
Gli accoppiamenti della prima fase sono stati sorteggiati il 17 aprile 2019 a Kuala Lumpur. L'andata è stata giocata il 6 e 7 giugno, il ritorno l'11 giugno 2019.
| Squadra 1 | Totale | Squadra 2  | Andata | Ritorno |
| --------- | ------ | ---------- | ------ | ------- |
| Mongolia  | 3 - 2  | Brunei     | 2 - 0  | 1 - 2   |
| Macao     | 1 - 3  | Sri Lanka  | 1 - 0  | 0 - 3   |
| Laos      | 0 - 1  | Bangladesh | 0 - 1  | 0 - 0   |
| Malaysia  | 12 - 2 | Timor Est  | 7 - 1  | 5 - 1   |
| Cambogia  | 4 - 1  | Pakistan   | 2 - 0  | 2 - 1   |
| Bhutan    | 1 - 5  | Guam       | 1 - 0  | 0 - 5   |

## Seconda fase
Il sorteggio della seconda fase si è svolto il 17 luglio 2019 a Kuala Lumpur. Le prime classificate e le migliori 4 seconde passano alla terza fase e si qualificano alla Coppa d'Asia 2023. Le partite di qualificazione di questa fase hanno subito una pausa forzata (a partire dal 19 novembre 2019) a causa dello stravolgimento dei calendari causato dalla pandemia di COVID-19.
Il 20 febbraio 2021, perdurante lo stato di emergenza sanitaria, AFC e FIFA, preso atto "delle restrizioni ai viaggi e le disposizioni in vigore per la quarantena adottate in tutto il continente a causa della pandemia di Covid-19 e dopo un processo di approfondite consultazioni con le federazioni asiatiche affiliate", si sono accordate nel rinviare ulteriormente le gare di qualificazione previste per marzo e aprile al mese di giugno. Le partite di ogni girone sono state giocate in un'unica sede, scelta dall'AFC.
| Fascia 1 | Fascia 2 | Fascia 3 | Fascia 4 | Fascia 5 |
| --- | --- | --- | --- | --- |
| - Iran (20) - Giappone (28) - Corea del Sud (37) - Australia (43) - Qatar (55) - Emirati Arabi Uniti (67) - Arabia Saudita (69) - Cina (73) | - Iraq (77) - Uzbekistan (82) - Siria (85) - Oman (86) - Libano (86) - Kirghizistan (95) - Vietnam (96) - Giordania (98) | - Palestina (100) - India (101) - Bahrein (110) - Thailandia (116) - Tagikistan (120) - Corea del Nord (122) - Taipei cinese (125) - Filippine (126) | - Turkmenistan (135) - Birmania (138) - Hong Kong (141) - Yemen (144) - Afghanistan (149) - Maldive (151) - Kuwait (156) - Malaysia (159) | - Indonesia (160) - Singapore (162) - Nepal (165) - Cambogia (169) - Bangladesh (183) - Mongolia (187) - Guam (190) - Sri Lanka (201) |

### Girone A
| Squadra   | P.ti | G | V | P | S | RF | RS | DR  |
| --------- | ---- | - | - | - | - | -- | -- | --- |
| Siria     | 21   | 8 | 7 | 0 | 1 | 22 | 7  | +15 |
| Cina      | 19   | 8 | 6 | 1 | 1 | 30 | 3  | +27 |
| Filippine | 11   | 8 | 3 | 2 | 3 | 12 | 11 | +1  |
| Maldive   | 7    | 8 | 2 | 1 | 5 | 7  | 20 | -13 |
| Guam      | 0    | 8 | 0 | 0 | 8 | 2  | 32 | -30 |

| Squadra   | Cina (bandiera) | Siria (bandiera) | Filippine (bandiera) | Maldive (bandiera) | Guam (bandiera) |
| --------- | --------------- | ---------------- | -------------------- | ------------------ | --------------- |
| Cina      |                 | 3 - 1            | 2 - 0                | 5 - 0              | 7 - 0           |
| Siria     | 2 - 1           |                  | 1 - 0                | 2 - 1              | 4 - 0           |
| Filippine | 0 - 0           | 2 - 5            |                      | 1 - 1              | 3 - 0           |
| Maldive   | 0 - 5           | 0 - 4            | 1 - 2                |                    | 3 - 1           |
| Guam      | 0 - 7           | 0 - 3            | 1 - 4                | 0 - 1              |                 |

### Girone B
| Squadra       | P.ti | G | V | P | S | RF | RS | DR  |
| ------------- | ---- | - | - | - | - | -- | -- | --- |
| Australia     | 24   | 8 | 8 | 0 | 0 | 28 | 2  | +26 |
| Kuwait        | 14   | 8 | 4 | 2 | 2 | 19 | 7  | +12 |
| Giordania     | 14   | 8 | 4 | 2 | 2 | 13 | 3  | +10 |
| Nepal         | 6    | 8 | 2 | 0 | 6 | 4  | 22 | -18 |
| Taipei cinese | 0    | 8 | 0 | 0 | 8 | 4  | 34 | -30 |

| Squadra       | Australia (bandiera) | Giordania (bandiera) | Taipei cinese (bandiera) | Kuwait (bandiera) | Nepal (bandiera) |
| ------------- | -------------------- | -------------------- | ------------------------ | ----------------- | ---------------- |
| Australia     |                      | 1 - 0                | 5 - 1                    | 3 - 0             | 5 - 0            |
| Giordania     | 0 - 1                |                      | 5 - 0                    | 0 - 0             | 3 - 0            |
| Taipei cinese | 1 - 7                | 1 - 2                |                          | 1 - 2             | 0 - 2            |
| Kuwait        | 0 - 3                | 0 - 0                | 9 - 0                    |                   | 7 - 0            |
| Nepal         | 0 - 3                | 0 - 3                | 2 - 0                    | 0 - 1             |                  |

### Girone C
| Squadra   | P.ti | G | V | P | S | RF | RS | DR  |
| --------- | ---- | - | - | - | - | -- | -- | --- |
| Iran      | 18   | 8 | 6 | 0 | 2 | 34 | 4  | +30 |
| Iraq      | 17   | 8 | 5 | 2 | 1 | 14 | 4  | +10 |
| Bahrein   | 15   | 8 | 4 | 3 | 1 | 15 | 4  | +11 |
| Hong Kong | 5    | 8 | 1 | 2 | 5 | 4  | 13 | -9  |
| Cambogia  | 1    | 8 | 0 | 1 | 7 | 2  | 44 | -42 |

| Squadra   | Iran (bandiera) | Iraq (bandiera) | Bahrein (bandiera) | Hong Kong (bandiera) | Cambogia (bandiera) |
| --------- | --------------- | --------------- | ------------------ | -------------------- | ------------------- |
| Iran      |                 | 1 - 0           | 3 - 0              | 3 - 1                | 14 - 0              |
| Iraq      | 2 - 1           |                 | 0 - 0              | 2 - 0                | 4 - 1               |
| Bahrein   | 1 - 0           | 1 - 1           |                    | 4 - 0                | 8 - 0               |
| Hong Kong | 0 - 2           | 0 - 1           | 0 - 0              |                      | 2 - 0               |
| Cambogia  | 0 - 10          | 0 - 4           | 0 - 1              | 1 - 1                |                     |

### Girone D
| Squadra        | P.ti | G | V | P | S | RF | RS | DR  |
| -------------- | ---- | - | - | - | - | -- | -- | --- |
| Arabia Saudita | 20   | 8 | 6 | 2 | 0 | 22 | 4  | +18 |
| Uzbekistan     | 15   | 8 | 5 | 0 | 3 | 18 | 9  | +9  |
| Palestina      | 10   | 8 | 3 | 1 | 4 | 10 | 10 | 0   |
| Singapore      | 7    | 8 | 2 | 1 | 5 | 7  | 22 | -15 |
| Yemen          | 5    | 8 | 1 | 2 | 5 | 6  | 18 | -12 |

| Squadra        | Arabia Saudita (bandiera) | Uzbekistan (bandiera) | Palestina (bandiera) | Yemen (bandiera) | Singapore (bandiera) |
| -------------- | ------------------------- | --------------------- | -------------------- | ---------------- | -------------------- |
| Arabia Saudita |                           | 3 - 0                 | 5 - 0                | 3 - 0            | 3 - 0                |
| Uzbekistan     | 2 - 3                     |                       | 2 - 0                | 5 - 0            | 5 - 0                |
| Palestina      | 0 - 0                     | 2 - 0                 |                      | 3 - 0            | 4 - 0                |
| Yemen          | 2 - 2                     | 0 - 1                 | 1 - 0                |                  | 1 - 2                |
| Singapore      | 0 - 3                     | 1 - 3                 | 2 - 1                | 2 - 2            |                      |

### Girone E
| Squadra     | P.ti | G | V | P | S | RF | RS | DR  |
| ----------- | ---- | - | - | - | - | -- | -- | --- |
| Qatar       | 22   | 8 | 7 | 1 | 0 | 18 | 1  | +17 |
| Oman        | 18   | 8 | 6 | 0 | 2 | 16 | 6  | +10 |
| India       | 7    | 8 | 1 | 4 | 3 | 6  | 7  | -1  |
| Afghanistan | 6    | 8 | 1 | 3 | 4 | 5  | 15 | -10 |
| Bangladesh  | 2    | 8 | 0 | 2 | 6 | 3  | 19 | -16 |

| Squadra     | Bangladesh (bandiera) | Oman (bandiera) | India (bandiera) | Afghanistan (bandiera) | Qatar (bandiera) |
| ----------- | --------------------- | --------------- | ---------------- | ---------------------- | ---------------- |
| Bangladesh  |                       | 0 - 3           | 0 - 2            | 1 - 1                  | 0 - 2            |
| Oman        | 4 - 1                 |                 | 1 - 0            | 3 - 0                  | 0 - 1            |
| India       | 1 - 1                 | 1 - 2           |                  | 1 - 1                  | 0 - 1            |
| Afghanistan | 1 - 0                 | 1 - 2           | 1 - 1            |                        | 0 - 1            |
| Qatar       | 5 - 0                 | 2 - 1           | 0 - 0            | 6 - 0                  |                  |

### Girone F
| Squadra      | P.ti | G | V | P | S | RF | RS | DR  |
| ------------ | ---- | - | - | - | - | -- | -- | --- |
| Giappone     | 24   | 8 | 8 | 0 | 0 | 46 | 2  | +44 |
| Tagikistan   | 13   | 8 | 4 | 1 | 3 | 14 | 12 | +2  |
| Kirghizistan | 10   | 8 | 3 | 1 | 4 | 19 | 12 | +7  |
| Mongolia     | 6    | 8 | 2 | 0 | 6 | 3  | 27 | -24 |
| Birmania     | 6    | 8 | 2 | 0 | 6 | 6  | 35 | -29 |

| Squadra      | Giappone (bandiera) | Kirghizistan (bandiera) | Tagikistan (bandiera) | Birmania (bandiera) | Mongolia (bandiera) |
| ------------ | ------------------- | ----------------------- | --------------------- | ------------------- | ------------------- |
| Giappone     |                     | 5 - 1                   | 4 - 1                 | 10 - 0              | 6 - 0               |
| Kirghizistan | 0 - 2               |                         | 1 - 1                 | 7 - 0               | 0 - 1               |
| Tagikistan   | 0 - 3               | 1 - 0                   |                       | 4 - 0               | 3 - 0               |
| Birmania     | 0 - 2               | 1 - 8                   | 4 - 3                 |                     | 1 - 0               |
| Mongolia     | 0 - 14              | 1 - 2                   | 0 - 1                 | 1 - 0               |                     |

### Girone G
| Squadra             | P.ti | G | V | P | S | RF | RS | DR  |
| ------------------- | ---- | - | - | - | - | -- | -- | --- |
| Emirati Arabi Uniti | 18   | 8 | 6 | 0 | 2 | 23 | 7  | +16 |
| Vietnam             | 17   | 8 | 5 | 2 | 1 | 13 | 5  | +8  |
| Malaysia            | 12   | 8 | 4 | 0 | 4 | 10 | 12 | -2  |
| Thailandia          | 9    | 8 | 2 | 3 | 3 | 9  | 9  | 0   |
| Indonesia           | 1    | 8 | 0 | 1 | 7 | 5  | 27 | -22 |

| Squadra             | Emirati Arabi Uniti (bandiera) | Vietnam (bandiera) | Thailandia (bandiera) | Malaysia (bandiera) | Indonesia (bandiera) |
| ------------------- | ------------------------------ | ------------------ | --------------------- | ------------------- | -------------------- |
| Emirati Arabi Uniti |                                | 3 - 2              | 3 - 1                 | 4 - 0               | 5 - 0                |
| Vietnam             | 1 - 0                          |                    | 0 - 0                 | 1 - 0               | 4 - 0                |
| Thailandia          | 2 - 1                          | 0 - 0              |                       | 0 - 1               | 2 - 2                |
| Malaysia            | 1 - 2                          | 1 - 2              | 2 - 1                 |                     | 2 - 0                |
| Indonesia           | 0 - 5                          | 1 - 3              | 0 - 3                 | 2 - 3               |                      |

### Girone H
| Squadra        | P.ti | G | V | P | S | RF | RS | DR  |
| -------------- | ---- | - | - | - | - | -- | -- | --- |
| Corea del Sud  | 16   | 6 | 5 | 1 | 0 | 22 | 1  | +21 |
| Libano         | 10   | 6 | 3 | 1 | 2 | 11 | 8  | +3  |
| Turkmenistan   | 9    | 6 | 3 | 0 | 3 | 8  | 11 | -3  |
| Sri Lanka      | 0    | 6 | 0 | 0 | 6 | 2  | 23 | -21 |
| Corea del Nord | -    | - | - | - | - | -  | -  | -   |

| Squadra        | Corea del Sud (bandiera) | Libano (bandiera) | Corea del Nord (bandiera) | Turkmenistan (bandiera) | Sri Lanka (bandiera) |
| -------------- | ------------------------ | ----------------- | ------------------------- | ----------------------- | -------------------- |
| Corea del Sud  |                          | 2 - 1             | canc.                     | 5 - 0                   | 8 - 0                |
| Libano         | 0 - 0                    |                   | 0 - 0                     | 2 - 1                   | 3 - 2                |
| Corea del Nord | 0 - 0                    | 2 - 0             |                           | canc.                   | canc.                |
| Turkmenistan   | 0 - 2                    | 3 - 2             | 3 - 1                     |                         | 2 - 0                |
| Sri Lanka      | 0 - 5                    | 0 - 3             | 0 - 1                     | 0 - 2                   |                      |

- -  partita annullata (dopo il ritiro dalla competizione da parte della Corea del Nord)

### Raffronto tra le seconde classificate
Le quattro migliori seconde classificate ottengono la qualificazione alla terza fase, mentre le altre sono eliminate. Il Qatar ha vinto il gruppo E, ma, in quanto squadra organizzatrice del campionato del mondo del 2022, non partecipa alla fase successiva, quindi anche la quinta squadra seconda classificata è promossa alla terza fase. Dopo il ritiro della Corea del Nord dalle qualificazioni del gruppo H, dato il numero ridotto delle squadre di quel gruppo, non vengono presi in considerazione, ai fini di questa classifica, i risultati ottenuti contro l'ultima classificata degli altri gironi.
| Squadra    | Pt | G | V | N | P | RF | RS | DR  | Gruppo |
| ---------- | -- | - | - | - | - | -- | -- | --- | ------ |
| Cina       | 13 | 6 | 4 | 1 | 1 | 16 | 3  | +13 | A      |
| Oman       | 12 | 6 | 4 | 0 | 2 | 9  | 5  | +4  | E      |
| Iraq       | 11 | 6 | 3 | 2 | 1 | 6  | 3  | +3  | C      |
| Vietnam    | 11 | 6 | 3 | 2 | 1 | 6  | 4  | +2  | G      |
| Libano     | 10 | 6 | 3 | 1 | 2 | 11 | 8  | +3  | H      |
| Tagikistan | 10 | 6 | 3 | 1 | 2 | 7  | 8  | -1  | F      |
| Uzbekistan | 9  | 6 | 3 | 0 | 3 | 12 | 9  | +3  | D      |
| Kuwait     | 8  | 6 | 2 | 2 | 2 | 8  | 6  | +2  | B      |

## Terza fase
Le dodici squadre che si sono qualificate alla terza fase, vale a dire le sette vincitrici dei gironi, escluso il Qatar, e le cinque migliori seconde, sono divise in due gironi all'italiana composti da sei squadre ciascuno, con partite di andata e ritorno. Le prime due squadre di ogni girone si qualificano alla Coppa del Mondo del 2022 in Qatar, mentre le terze passano alla quarta fase, lo spareggio.
Le partite, inizialmente previste dal 3 settembre 2020 al 12 ottobre 2021, sono posticipate a causa della pandemia di COVID-19 nel periodo dal 2 settembre 2021 al 29 marzo 2022.
Le squadre qualificate sono divise in sei urne in base al ranking FIFA. Il sorteggio si è svolto il 1º luglio 2021 a Kuala Lumpur, in Malaysia.
| Urna 1                      | Urna 2                                | Urna 3                                           |
| --------------------------- | ------------------------------------- | ------------------------------------------------ |
| - Giappone (24) - Iran (26) | - Australia (35) - Corea del Sud (36) | - Arabia Saudita (61) - Emirati Arabi Uniti (68) |
| Urna 4                      | Urna 5                                | Urna 6                                           |
| - Iraq (70) - Cina (71)     | - Oman (79) - Siria (80)              | - Vietnam (92) - Libano (98)                     |

### Girone A
| Squadra             | P.ti | G  | V | P | S | RF | RS | DR  |
| ------------------- | ---- | -- | - | - | - | -- | -- | --- |
| Iran                | 25   | 10 | 8 | 1 | 1 | 15 | 4  | +11 |
| Corea del Sud       | 23   | 10 | 7 | 2 | 1 | 13 | 3  | +10 |
| Emirati Arabi Uniti | 12   | 10 | 3 | 3 | 4 | 7  | 7  | 0   |
| Iraq                | 9    | 10 | 1 | 6 | 3 | 6  | 12 | -6  |
| Siria               | 6    | 10 | 1 | 3 | 6 | 9  | 16 | -7  |
| Libano              | 6    | 10 | 1 | 3 | 6 | 5  | 13 | -8  |

| Squadra             | Siria (bandiera) | Libano (bandiera) | Iraq (bandiera) | Emirati Arabi Uniti (bandiera) | Corea del Sud (bandiera) | Iran (bandiera) |
| ------------------- | ---------------- | ----------------- | --------------- | ------------------------------ | ------------------------ | --------------- |
| Siria               |                  | 2 - 3             | 1 - 1           | 1 - 1                          | 0 - 2                    | 0 - 3           |
| Libano              | 0 - 3            |                   | 1 - 1           | 0 - 1                          | 0 - 1                    | 1 - 2           |
| Iraq                | 1 - 1            | 0 - 0             |                 | 1 - 0                          | 0 - 3                    | 0 - 3           |
| Emirati Arabi Uniti | 2 - 0            | 0 - 0             | 2 - 2           |                                | 1 - 0                    | 0 - 1           |
| Corea del Sud       | 2 - 1            | 1 - 0             | 0 - 0           | 1 - 0                          |                          | 2 - 0           |
| Iran                | 1 - 0            | 2 - 0             | 1 - 0           | 1 - 0                          | 1 - 1                    |                 |

### Girone B
| Squadra        | P.ti | G  | V | P | S | RF | RS | DR  |
| -------------- | ---- | -- | - | - | - | -- | -- | --- |
| Arabia Saudita | 23   | 10 | 7 | 2 | 1 | 12 | 6  | +6  |
| Giappone       | 22   | 10 | 7 | 1 | 2 | 12 | 4  | +8  |
| Australia      | 15   | 10 | 4 | 3 | 3 | 15 | 9  | +6  |
| Oman           | 14   | 10 | 4 | 2 | 4 | 11 | 10 | +1  |
| Cina           | 6    | 10 | 1 | 3 | 6 | 9  | 19 | -10 |
| Vietnam        | 4    | 10 | 1 | 1 | 8 | 8  | 19 | -11 |

| Squadra        | Oman (bandiera) | Vietnam (bandiera) | Cina (bandiera) | Arabia Saudita (bandiera) | Australia (bandiera) | Giappone (bandiera) |
| -------------- | --------------- | ------------------ | --------------- | ------------------------- | -------------------- | ------------------- |
| Oman           |                 | 3 - 1              | 2 - 0           | 0 - 1                     | 2 - 2                | 0 - 1               |
| Vietnam        | 0 - 1           |                    | 3 - 1           | 0 - 1                     | 0 - 1                | 0 - 1               |
| Cina           | 1 - 1           | 3 - 2              |                 | 1 - 1                     | 1 - 1                | 0 - 1               |
| Arabia Saudita | 1 - 0           | 3 - 1              | 3 - 2           |                           | 1 - 0                | 1 - 0               |
| Australia      | 3 - 1           | 4 - 0              | 3 - 0           | 0 - 0                     |                      | 0 - 2               |
| Giappone       | 0 - 1           | 1 - 1              | 2 - 0           | 2 - 0                     | 2 - 1                |                     |

## Quarta fase
Le due squadre terze classificate dei due gruppi della terza fase si affrontano in una partita unica per determinare quale squadra accederà allo spareggio intercontinentale.
| Squadra 1           | Risultato | Squadra 2 |
| ------------------- | --------- | --------- |
| Emirati Arabi Uniti | 1 - 2     | Australia |

| Arbitro: | Ilgiz Tantashev |

|            |           |                        |
| Canedo 57’ | Marcatori | 53’ Irvine 84’ Hrustic |